# Biegacz górski
Biegacz górski (Carabus arcensis) — to duży gatunek chrząszcza z rodziny biegaczowatych, występujący na terenach całej palearktyki oprócz skrajnie północnych i południowych rejonów Europy i północnej Afryki. W Polsce należy do najpospolitszych gatunków rodzaju. Osiąga około 17–20 mm długości. Spotykany jest głównie na terenach podgórskich. Poluje na inne owady, pająki, ślimaki lub dżdżownice.